# 1810 aux échecs
| Années des échecs : 1807 - 1808 - 1809 - 1810 - 1811 - 1812 - 1813    |
| Décennies des échecs : 1780 - 1790 - 1800 - 1810 - 1820 - 1830 - 1840 |

Cet article présente les faits marquants de l'année 1810 aux échecs.

## Divers
- Représentation du premier opéra ayant le jeu d’échecs comme thème principal, Das Schachturnier (français : Le Tournoi d’échecs). Il est composé par Traugott Eberwein (1775 - 1831)[1].
- Louis Hocquart écrit « Eléments théoriques et pratiques du jeu des échecs »[1].

## Naissances
- En avril, Howard Staunton, champion du monde officieux et créateur des pièces d’échecs selon un modèle à qui il donne son nom[1].
- Eugène Rousseau, joueur français, puis meilleur joueur de la Nouvelle-Orléans dans la décennie 1840, où il émigre[1].
- 11 août : Naissance de Carl Mayet, membre de la Pléiade berlinoise[1].

## Nécrologie
- 21 juin : Charles d'Éon de Beaumont, joueur français ayant battu une fois Philidor[1].